# Moorhusen
Moorhusen è un comune tedesco del circondario di Steinburg, nella regione dello Schleswig-Holstein. Ha circa 98 abitanti.